# Santuário de Nossa Senhora da Graça
O Santuário de Nossa Senhora da Graça é um santuário mariano católico, localizado no topo do Monte Farinha em Mondim de Basto, no norte de Portugal.

## História

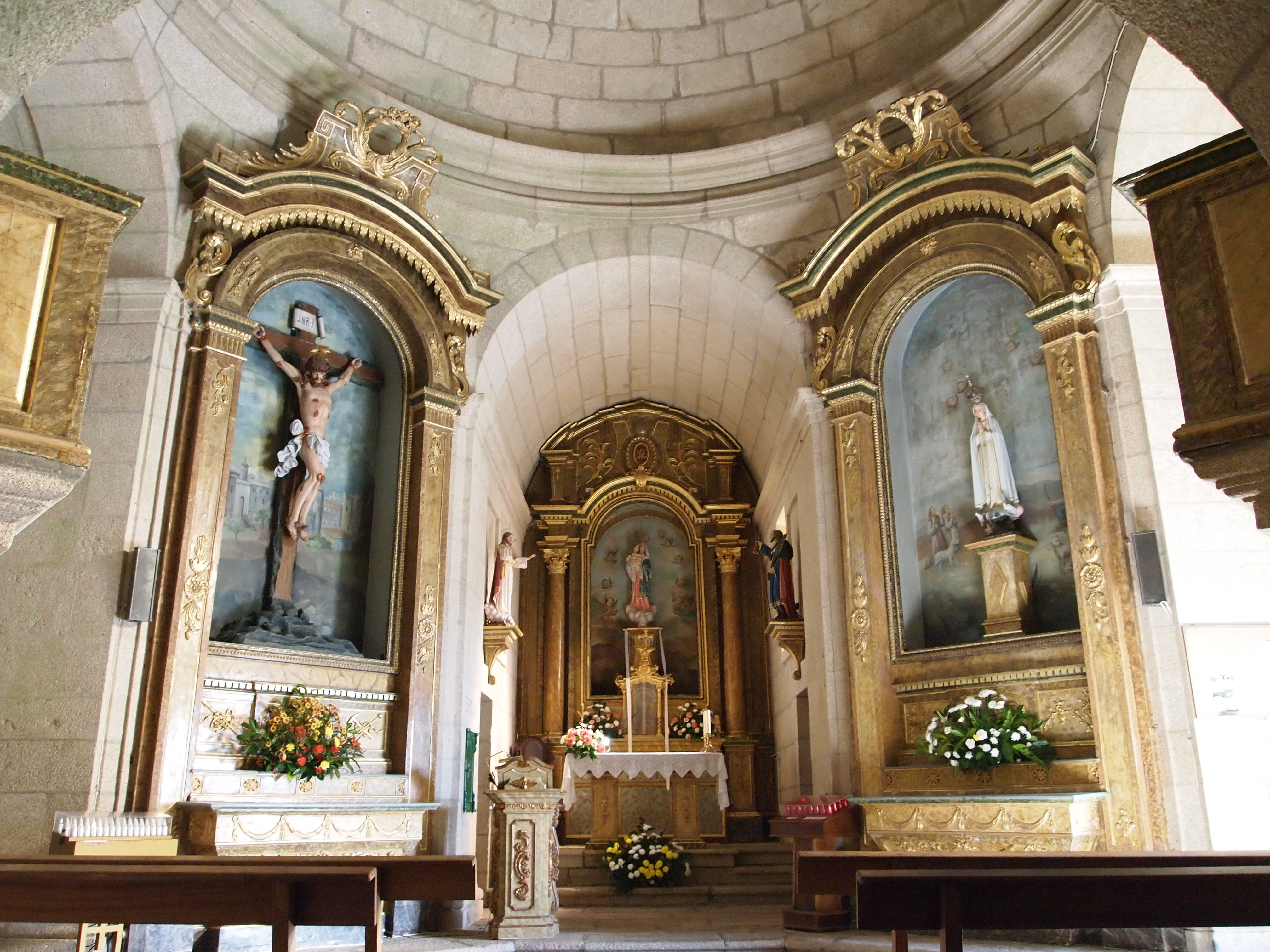
O interior do Santuário de Nossa Senhora da Graça.

A primeira capela no alto do Monte Farinha, conhecida com o título de Senhora da Graça, parece ter sido construída no século XVI. Deve ser desse tempo a antiga imagem de Nossa Senhora da Graça, actualmente guardada e substituída por aquela que se encontra ao culto público no santuário.
Em 1747, os mordomos e a confraria requeriram a D. José de Bragança, arcebispo de Braga (a Diocese de Vila Real só foi criada em 1922), a reedificação da capela “desde os Fundamentos”, tendo escrito o Pároco de Vilar de Ferreiros e de Atei que tal obra era necessária por “ter sofrido ruínas e ser antiquíssima”. Dez anos depois, em 1758, a obra estava concluída. Alguns melhoramentos complementares terão sido feitos mais tarde, como parece indicar a data de 1775 gravada na porta do púlpito.
Antes do edifício religioso atual existiram outros mais modestos que foram destruídos.

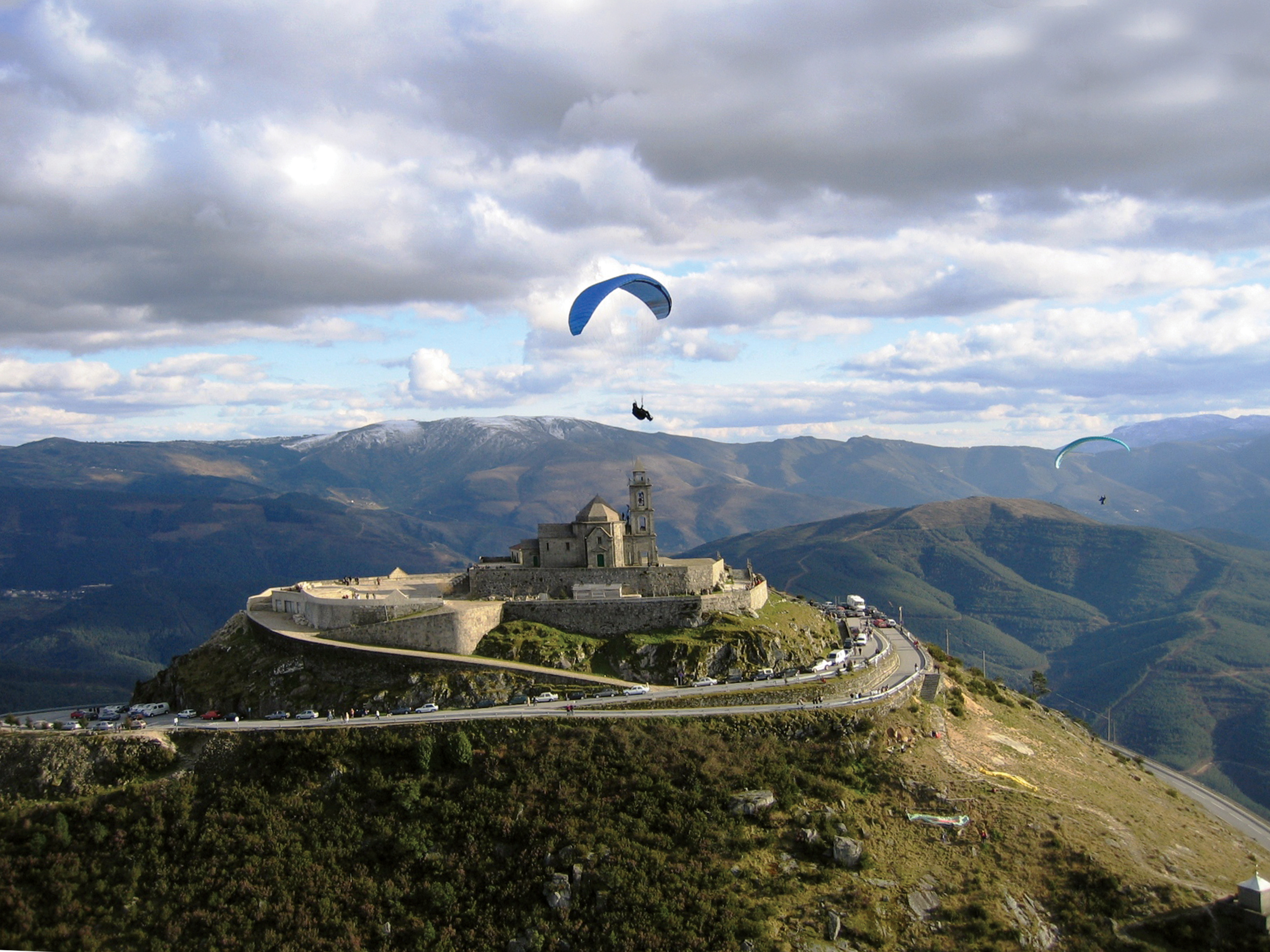
Vista aérea do Santuário.